# ۱ بهمن
۱ بهمن سیصد و هفتمین روز سال در گاه‌شماری خورشیدی است. به پایان سال ۵۸ روز (۵۹ روز در سال کبیسه) باقی‌است.

## رویدادها
- ۱۳۸۵ - روز شعر و ادب و روز محتشم کاشانی
- ۱۳۴۳ - ترور حسنعلی منصور توسط محمد بخارایی[۱]
- ۱۳۵۸ - هواپیمای مسافربری بویینگ ۷۲۷  پرواز شماره ۲۹۱ ایران ایر ۳۰ کیلومتری شمال شرق فرودگاه مهرآباد با کوه‌های لشکرک برخورد کرد که به مرگ تمامی ۱۲۸ سرنشین آن انجامید.
- ۱۳۹۰ - ترور جمعی از پرسنل ارتش جمهوری اسلامی در خرم‌آباد[۲]

## زادروزها
- ۱۲۹۱ - تقی ظهوری، بازیگر
- ۱۳۰۷ - علینقی عالیخانی، سیاستمدار، اقتصاد‌دان، وزیر اقتصاد ایران و رئیس دانشگاه تهران
- ۱۳۲۳ - محمد محمدی اشتهاردی، نویسنده
- ۱۳۲۳ - بهزاد فراهانی، بازیگر
- ۱۳۳۳ - مسعود رایگان، بازیگر
- ۱۳۳۶ - اسحاق جهانگیری، سیاستمدار
- ۱۳۴۰ - سیروس قایقران، بازیکن فوتبال
- ۱۳۴۱ - فریبا وفی، نویسنده
- ۱۳۴۷ - فلور نظری، بازیگر
- ۱۳۶۲ - جواد نیک‌بین، سیاستمدار
- ۱۳۶۲ - جاسم سلطانی، بازیکن فوتسال
- ۱۳۶۳ - سیاوش اکبرپور، بازیکن فوتبال
- ۱۳۶۴ - سعید دقیقی، بازیکن فوتبال
- ۱۳۶۷ - آرش افشین، بازیکن فوتبال
- ۱۳۷۰ - حمید هیراد، خواننده
- ۱۳۷۷ - سهیل پرسته، کشتی‌گیر
- ۳۴۲ (قمری)-فردوسی، شاعر
- ۱۳۹۱ (خورشیدی)-محمدامین دالوند،گوینده فوتبال

## درگذشت‌ها
- ۱۳۱۲ - عارف قزوینی، شاعر
- ۱۳۴۳ - نظام وفا آرانی، شاعر
- ۱۳۵۳ - محمد قریب، پزشک